# Saurauia sibuyanensis
Saurauia sibuyanensis är en tvåhjärtbladig växtart som beskrevs av Adolph Daniel Edward Elmer. Saurauia sibuyanensis ingår i släktet Saurauia och familjen Actinidiaceae. Inga underarter finns listade i Catalogue of Life.